# Halil Kut

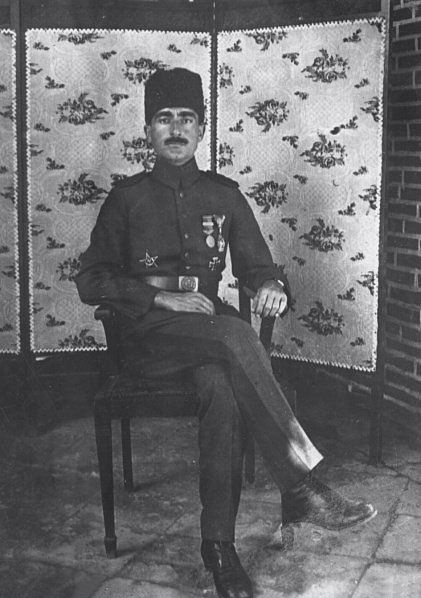
Halil Kut

Halil Kut (1881 - 20 de agosto de 1957) foi um comandante militar e político turco otomano. Serviu no exército otomano durante a Primeira Guerra Mundial, nomeadamente participando nas campanhas militares contra a Rússia no Cáucaso e os britânicos na Mesopotâmia.
Halil foi responsável por inúmeras atrocidades cometidas contra civis armênios e assírios durante a guerra, supervisionando os massacres de homens, mulheres e crianças armênios em Bitlisse, Muxe e Beiazite. Muitas das vítimas foram enterradas vivas em valas especialmente preparadas. Ele também atravessou a vizinha Pérsia e massacrou armênios, assírios e persas.
Kut afirmou em suas memórias que matou pessoalmente "mais ou menos" 300 000 armênios. Durante uma reunião em Yerevan no verão de 1918, ele declarou a um grupo de armênios que havia "se esforçado para acabar com a nação armênia até o último indivíduo".